# Franz Böckle
Franz Böckle (* 18. April 1921 in Glarus, Schweiz; † 8. Juli 1991 ebenda) war ein Schweizer römisch-katholischer Moraltheologe.

## Biografie
Franz Böckle wuchs mit drei Geschwistern in einem religiösen Elternhaus in Glarus auf. Er studierte nach der Matura 1941 Theologie am Priesterseminar St. Luzi (heute: Theologische Hochschule Chur). 1944 wurde er mit der Arbeit Die Idee der Fruchtbarkeit in den Paulusbriefen zum Dr. theol. promoviert. Zum Kriegsende 1945 empfing er durch Bischof Christian Caminada in Chur die Priesterweihe. Er wurde zunächst Vikar in Zürich. Dort lernte er den katholischen Systematiker Hans Urs von Balthasar kennen, mit dem er sich über die moderne protestantische Theologie von Karl Barth austauschte. Böckle vertiefte seine Auseinandersetzung mit der evangelischen Theologie in einem ökumenischen Arbeitskreis zusammen mit Fritz Blanke und Otto Karrer. Aus dieser Zeit stammt die Veröffentlichung Gesetz und Gewissen mit vier Aufsätzen zur sogenannten Kontroverstheologie. Von 1950 bis 1952 absolvierte er ein postgraduales Studium in Rom und war nebenbei in der Krankenhausseelsorge tätig.
1952 wurde er Professor für Moraltheologie am Priesterseminar St. Luzi (heute: Theologische Hochschule Chur). Nach einer Vorbereitungszeit am Münchner moraltheologischen Seminar bei Richard Egenter nahm er seine Lehrtätigkeit 1953 auf; sein Nachfolger wurde 1963 Alojzij Šuštar.
Im Jahr 1963 erhielt Böckle als Nachfolger des Moraltheologen Werner Schöllgen einen Ruf an die Rheinische Friedrich-Wilhelms-Universität Bonn. Von 1983 bis 1985 übte er an dieser Hochschule das Amt des Rektors aus.
1991 erhielt er die Ehrendoktorwürde der Medizinischen Fakultät zu Bonn.
Im Juli 1991 starb Böckle in seinem Geburtsort Glarus an Krebs.
Franz Böckle war Mitglied der katholischen Studentenverbindung K.D.St.V. Alania Bonn im CV.

## Wirken
Mit einem seiner Churer Lehrer, dem Dogmatiker Johannes Feiner, veröffentlichte er 1957 den beachteten Band Fragen der Theologie heute. 1968 veröffentlichte er zusammen mit Georg Leber das Werk Freiheit und Toleranz, 1989 zusammen mit Johannes Rau Sozialdemokratie und Kirchen.
Böckle galt als Experte der protestantischen Ethik Karl Barths. Er hat zahlreiche Werke und Schriften zur Moraltheologie und zur Ökumene publiziert. Bekanntestes Werk ist Fundamentalmoral. Gemeinsam mit Franz-Xaver Kaufmann, Karl Rahner und Bernhard Welte war er Herausgeber der aus 30 Bänden bestehenden Reihe Christlicher Glaube in moderner Gesellschaft.
Einer seiner Schüler ist Karl-Wilhelm Merks.

## Schriften (Auswahl)
- Offene Fragen zwischen Ärzten und Juristen, Echter 1963
- Moral zwischen Anspruch und Verantwortung, Patmos 1964, zusammen mit Werner Schöllgen, Franz Groner
- Gesetz und Gewissen, Räber 1965
- Das Naturrecht im Disput, Patmos 1966
- Das Problem der bekenntnisverschiedenen Ehe in theologischer Sicht, Seelsorge Verlag 1967
- Freiheit und Bindung, Butzon u. Bercker 1968
- Geschlechtliche Beziehungen vor der Ehe, Matthias-Grünewald-Verlag 3. Auflage 1968, zusammen mit Josef Köhne
- Die Enzyklika in der Diskussion, Benziger 1968
- Der Zölibat, Matthias-Grünewald-Verlag 1968
- Ehe in der Diskussion, Herder 1970, zusammen mit Norbert Greinacher, Felicitas Betz
- Die Probe aufs Humane, Patmos 1970, zusammen mit Ingo Hermann
- Einheit der Kirche, Einheit der Menschheit. Perspektiven aus Theologie, Ethik und Völkerrecht, Herder 1978, ISBN 3-451-18134-7, zusammen mit Karl Rahner, Ulrich Scheuner, Otto Hermann Pesch
- Christlicher Glaube in Moderner Gesellschaft – Almanach, Herder 1980, ISBN 3-451-19200-4, zusammen mit Franz-Xaver Kaufmann, Karl Rahner, Bernhard Welte
- Schwangerschaftsabbruch als individuelles und gesellschaftliches Problem, Patmos 1981, ISBN 3-491-77239-7
- Freiheit und Toleranz, 1984, zusammen mit Georg Leber
- als Hrsg.: Der umstrittene Naturbegriff. Person – Natur – Sexualität in der kirchlichen Morallehre (= Schriften der Katholischen Akademie in Bayern. Band 124). Patmos Verlag, Düsseldorf 1987.
- Christlicher Glaube in moderner Gesellschaft, 30 Bdn., 7 Quellenbdn. u. 1 Werkbuch, Herder 1988, ISBN 3-451-20987-X, zusammen mit Franz-Xaver Kaufmann, Karl Rahner, Bernhard Welte
- Sozialdemokratie und Kirchen, Dietz 1989, ISBN 3-87831-304-7, zusammen mit Johannes Rau
- Fundamentalmoral, Kösel 5. Auflage 1991, ISBN 3-466-20355-4
- Verantwortlich leben, menschenwürdig sterben Benziger 2. Auflage 1992, ISBN 3-545-24085-1
- Aktuelle Probleme der Wirtschaftsethik, Duncker & Humblot 1992, ISBN 3-428-07290-1, zusammen mit Georges Enderle, Gérard Gäfgen, Karl Homann